# Старовойтов, Валерий Васильевич
Валерий Васильевич Старовойтов (бел. Валерый Васільевіч Старавойтаў; род. 6 сентября 1955) — белорусский учёный, специалист в области информатики и обработки изображений. Лауреат премии Ленинского комсомола Белорусской ССР (1990), Государственной премии Беларуси (2003). Доктор технических наук, профессор, главный научный сотрудник Объединённого института проблем информатики Национальной академии наук Беларуси.

## Биография
Окончил механико-математический факультет Белорусского государственного университета (1977) по специальности математика; аспирантуру (1989) и докторантуру (1995) Института технической кибернетики АН Беларуси (с 2002 года — Объединенный институт проблем информатики НАН Беларуси). С 1977 года работает в ОИПИ, в настоящее время — главный научный сотрудник.
В 1990 году получил Премию Ленинского комсомола БССР в области науки и техники.
Кандидат технических наук с 1990 года, доктор технических наук с 2000 года (тема — «Локально-геометрические методы цифровой обработки видеоданных», специальность 05.13.16 — Применение вычислительной техники, математического моделирования и мат. методов в научных исследованиях, 05.13.17 — Теоретические основы информатики). Профессор с 2003 года (специальность «Информатика, управление и вычислительная техника»).
Член Международной ассоциации распознавания образов, Института инженеров по электротехнике и электронике.
Лауреат Государственной премии Республики Беларусь за 2002 год за цикл работ «Распознавание и анализ стохастических данных и цифровых изображений» совместно с С. В. Абламейко, А. В. Тузиковым, Ю. С. Хариным, Р. Х. Садыховым.
Работал по совместительству профессором БГУИР, в настоящее время профессор МИДО БНТУ. В качестве приглашенного профессора читал лекции в Евразийском национальном университете им. Л. Н. Гумилева в Астане.
Опубликовал более 170 работ в научных журналах и трудах конференций, 5 монографий. Индекс Хирша равен 23, по данным Академии Google, и 8, по данным Scopus. Подготовил 9 кандидатов наук.

## Основные достижения
1980—1983 годы — разработаны и внедрены алгоритмы разграфки оцифрованных произвольных бумажных карт для создания первых в СССР цифровых карт в соответствии с советской системой разграфки и номенклатуры топографических карт (совместно с Д. И. Винокуровым и В. И. Берейшиком), за что в 1984 году награждён грамотой Верховного Совета БССР.
1985 — реализация ДИФОР-С, первой в СССР интерактивной системы графического проектирования для АРМ-М, соответствующей международному стандарту GKS (совместно с Д. И. Винокуровым и В. И. Берейшиком).
1992 — разработана унифицированная система классификации цифровых картографических данных, представленных национальными картографическими классификаторами (совместно с А. В. Старцевым).
1998 — присуждена премия НАН Беларуси за лучшую монографию.
1999—2000 годы — впервые в мире выполнены исследования биометрических технологий в части верификации личности путём сравнения сканированной фотографии из паспорта и фото предъявителя паспорта (совместно с Д. И. Самалём).
2006—2007 годы — впервые в мире предложен способ увеличения разрешения мультиспектральных космических снимков оптического диапазона выше разрешения панхроматических изображений путём совмещения операций паншарпенинга и суперразрешения (совместно с А. О. Макаровым и И. Захаровым).
2010 — разработан и реализован первый в Беларуси не зависящий от съемочной аппаратуры экспериментальный программный комплекс идентификации человека по радужной оболочке глаза (совместно с Д. И. Самалём и Ю. И. Монич).
2014 — предложена методика выбора фильтра для сглаживания спекл-шума радарных изображений с синтезированной апертурой.
В 2017 — 2018 годах предложил в качестве единой оценки некоторого множества данных использовать не среднее арифметическое значение (один из параметров нормального распределения), а параметры другого, наиболее подходящего распределения. Например, в качестве оценки качества цифровых изображений было предложено значение параметра формы распределения Вейбулла для локальных оценок.
2019 — раскритиковал популярный индекс структурного сходства (SSIM) изображений, продемонстрировав, что коэффициент корреляции Пирсона точнее оценивает сходство изображений.
2020 — показано, что при бинарной классификации несбалансированных данных наиболее объективной оценкой точности является среднее значение между специфичностью и чувствительностью, совпадающее с площадью под ROC-кривой.
2022—2023 годы — предложил новый метод построения одноклассовых классификаторов для распознавания бумажных подписей конкретного человека при малом числе образцов.
2024 — адаптировал этот метод для верификации подписей, выполненных на планшете.

## Награды и премии
- Грамота Верховного Совета БССР (1984).
- Премия Ленинского комсомола БССР в области науки и техники (1990).
- Государственная премия Республики Беларусь (2003)[1].

## Основные публикации

### Монографии
- Обработка и отображение информации в растровых графических системах / О. И. Семенков, С. В. Абламейко, В. И. Берейшик, В. В. Старовойтов — Минск: Наука и техника, 1989. — 181 с.
- Старовойтов В. В. Локальные геометрические методы цифровой обработки и анализа изображений — Минск: Ин-т техн. кибернетики НАН Беларуси, 1997. — 284 с.
- Старовойтов В. В., Голуб Ю. И. Цифровые изображения: от получения до обработки — Минск: ОИПИ НАН Беларуси, 2014. — 202 с. — ISBN 978-985-6744-80-1.
- Старовойтов В. В., Голуб Ю. И. Обработка изображений радужной оболочки глаза для систем распознавания — LAP Lambert Academic Publishing, 2018. — 188 с. — ISBN 978-613-9-58020-0.
- Старовойтов В. В., Голуб Ю.И. Оценка качества цифровых изображений — Минск: ОИПИ НАН Беларуси, 2023. — 252 с. — ISBN 978-985-7198-16-0.

### Избранные статьи
- Берейшик В. И., Винокуров Д. И., Старовойтов В. В. ДИФОР-С — пакет интерактивной машинной графики для АРМ-М на базе международного стандарта, Минск, ИТК НАН Беларуси, 1985.
- Старцев А. В., Старовойтов В. В. Подход к моделированию и классификации информации банка картографических данных // Геодезия и картография, 1992. — № 8. — С.48-52.
- Starovoitov V. V. et al. Binary texture border extraction on line drawings based on distance transform //Pattern recognition. — 1993. — Vol. 26. — №. 8. — pp. 1165–1176.
- Zamperoni P., Starovoitov V. On measures of dissimilarity between arbitrary gray-scale images // International Journal of Shape Modeling[англ.], 1996, Vol.2, No. 2-3, pp. 189–213.
- Starovoitov V. V., Jeong S. Y., Park R. H. Texture periodicity detection: Features, properties, and comparisons // Systems, Man and Cybernetics, Part A: Systems and Humans, IEEE Transactions on. — 1998. — Vol. 28. — №. 6. — pp. 839–849.
- Di Gesu V., Starovoitov V. Distance-based functions for image comparison // Pattern Recognition Letters[англ.]. — 1999. — Vol. 20. — №. 2. — pp. 207–214.
- Starovoitov V., Samal D., Sankur B. Matching of faces in camera images and document photographs //, Proc. IEEE Int. Conf. on Acoustics, Speech, and Signal Processing, 2000. — Vol. 6. — pp. 2349–2352.
- Starovoitov V.V., DI Samal, DV Briliuk Three approaches for face recognition // Proc. 6-th Int. Conf. on Pattern Recognition and Image Analysis, Velikiy Novgorod, Russia, 2002. — pp. 707–711.
- Starovoitov V., A Makarau, I Zakharov, et al. Fusion of reconstructed multispectral images // IEEE Int. Symposium on Geoscience and Remote Sensing, 2007. IGARSS 2007. — pp. 5146–5149.
- Монич Ю. И., Старовойтов В. В. Оценки качества для анализа цифровых изображений // Искусственный интеллект, 2008. — No.4. — C.376-386.
- Монич Ю. И., Старовойтов В. В., Самаль Д. И. Экспериментальный комплекс программ распознавания личности по радужной оболочке глаза // Электроника Инфо, 2010. — № 5. — С.65—68.
- Старовойтов В. В. Методика выбора фильтра для сглаживания спекл-шума радарных изображений с синтезированной апертурой // Информатика, 2015. — № 46 (2), C.5—11.
- Старовойтов В. В. Адаптивное сжатие широкого динамического диапазона цифровых радарных спутниковых изображений / В. В. Старовойтов // Информатика. — 2018. — Т. 15, № 1. — C.81—91.